# Amagi (Fukuoka)
Pour les articles homonymes, voir Amagi.
Amagi (甘木市, Amagi-shi) était une ville du Japon située dans la préfecture de Fukuoka. La ville a existé du 1er avril 1954 au 20 mars 2006, moment où elle a fusionné avec Asakura et Haki pour former la nouvelle ville d'Asakura.
En 2003, Amagi avait une population de 42 449 habitants, une densité de 253,90 hab/km2 et une superficie de 167,19 km2.